# فرنچ ریور (مینه‌سوتا)
فرنچ ریور (به انگلیسی: French River) یک منطقهٔ مسکونی در ایالات متحده آمریکا است که در شهرستان سنت لوئیس، مینه‌سوتا واقع شده‌است. فرنچ ریور ۱۱۰ نفر جمعیت دارد و ۱۹۸٫۱۲ متر بالاتر از سطح دریا واقع شده‌است.